# İzibüyük, Saraykent
İzibüyük là một xã thuộc huyện Saraykent, tỉnh Yozgat, Thổ Nhĩ Kỳ. Dân số thời điểm năm 2010 là 241 người.